# Шайба Гровера

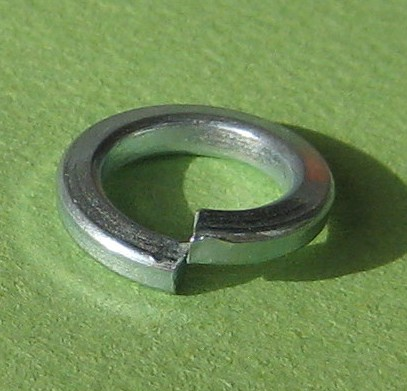
Пружинная шайба (гровер)

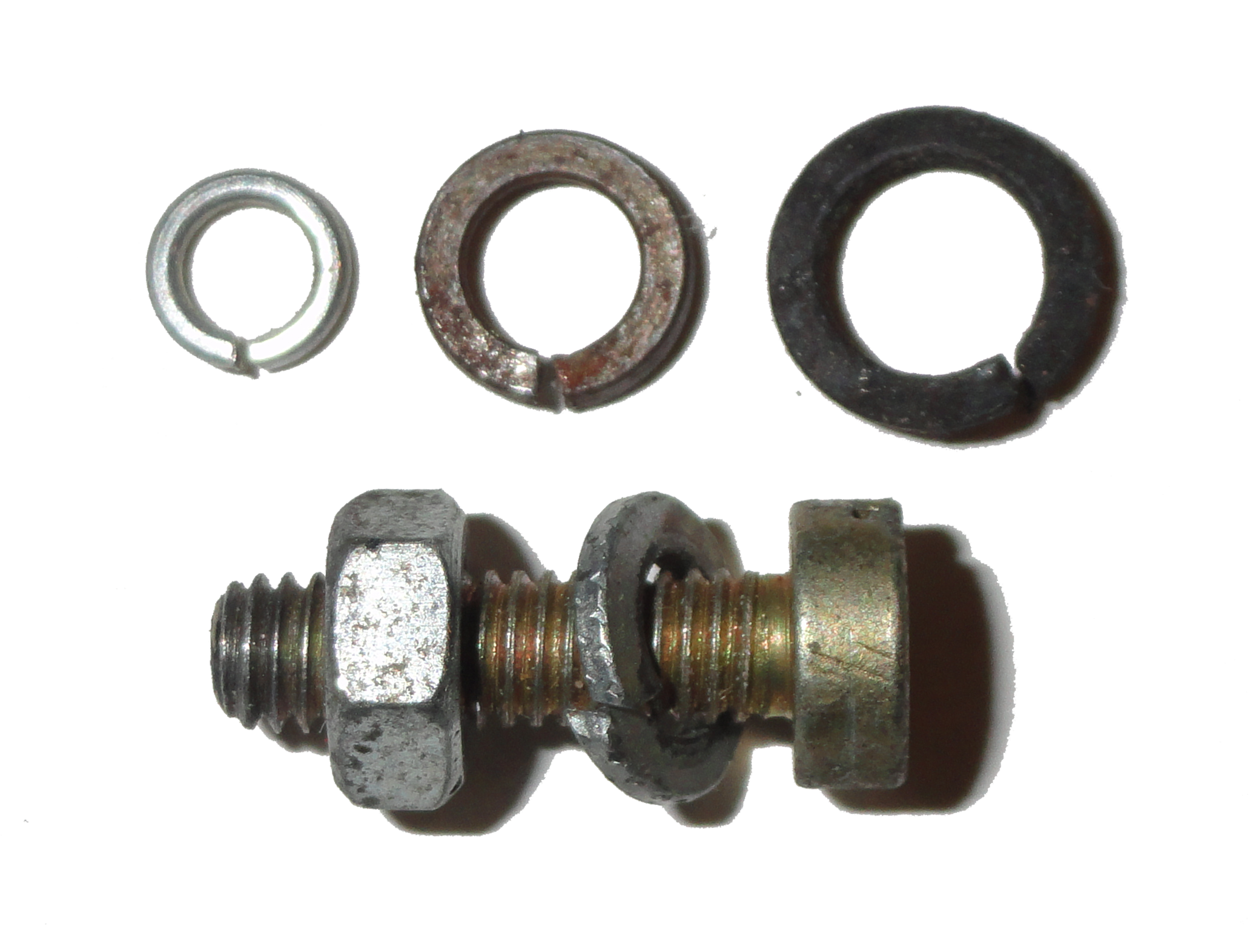
Пружинные шайбы с разными покрытиями и пружинная шайба на винте

Резьбовое соединение в сборе:
1 — винт, болт или шпилька;
2 — гайка;
3 — пружинная шайба

Пружинная шайба по ГОСТ 6402 (также шайба Гровера или гровер) — разрезная круглая шайба, концы которой расположены в разных плоскостях, служащая для предотвращения самоотвинчивания крепёжных изделий при её упругой деформации под нагрузкой.
Пружинная шайба изготавливается из пружинной (закалённой или нержавеющей) стали в форме разрезанного кольца (левой спирали). В качестве материалов также применяются бронза, алюминий, монель-металл.
Согласно ГОСТу 27017, названия «шайба Гровера», «гровер», «гроверка» — являются недопустимыми синонимами термина «пружинная шайба» и не должны применяться во всех видах документации и литературы, входящих в сферу действия стандартизации или использующих результаты этой деятельности.

## История
Изобретателем пружинной шайбы является Джон Гровер, также являвшийся основателем компании «Grover & Co., Ltd».

## Действие
При затягивании соединения острые края пружинной шайбы, помещённые между соединяемой деталью и гайкой (или головкой винта), врезаются в плоские поверхности соединения и в дальнейшем препятствуют развинчиванию соединения от вибраций. Этот механизм действия делает данный тип шайб неэффективным в случае левосторонней резьбы или очень твёрдых поверхностей.
Эффективность и надёжность действия пружинных шайб были поставлены под сомнение в конце XX века. Сообщество автомобильных инженеров с 1969 года не рекомендует их для критических соединений: так европейский (немецкий) стандарт DIN 127, описывающий пружинные шайбы, был отозван в 2003 году, поскольку такие шайбы образуют слишком «жесткую» пружину для предполагаемой цели (слишком крутая характеристика пружины) и стопорящее действие такой шайбы составляет, например для винтов класса прочности 8.8, уже 5 % от номинального усилия предварительного натяга в сборке, и действует только как обыкновенная плоская шайба. Имеющаяся небольшая часть фрикционности соединения также уменьшается при ослаблении, развинчивании и (или) установке соединяемых частей, и быстро становятся еще меньше так, что существенного фиксирующего эффекта не имеет.

## Стандартизация

### Межгосударственные стандарты
Согласно ГОСТу 6402—70, пружинные шайбы могут изготавливаться четырёх типов:
- Н — нормальные с квадратным поперечным сечением;
- Т — тяжёлые с квадратным поперечным сечением;
- ОТ — особо тяжёлые с квадратным поперечным сечением;
- Л — лёгкие с прямоугольным поперечным сечением.

Отличие типов состоит в размерах поперечного сечения шайбы и величине силы, необходимой для её упругой деформации.
Шайбы могут изготавливаться из проволоки (марок 65Г, 70, 30Х13 по ГОСТ 11850-72); также возможно изготовление из бронзы (марки БрКМц 3-1 по ГОСТ 18175—78) или других цветных сплавов. Твёрдость стальных шайб должна быть 40—48 HRC, бронзовых — не менее 90 HRB.
ГОСТ 19115—91 описывает вариант пружинных шайб — «шайбы пружинные путевые».

### Стандарты ЕС
Пружинные шайбы на территории ЕС стандартизированы DIN 127.
В 1960-е годы выяснилась низкая эффективность этой шайбы, и были приняты другие стандарты, например, DIN 128 (изогнутая и волнистая формы). Эти и другие стандарты DIN были отозваны, так как классические пружинные шайбы плохо работают с болтами и гайками из твёрдой стали. На начало XXI века, единственный оставшийся действующим стандарт на пружинные шайбы — это стандарт DIN 6796 (пружинная тарельчатая шайба).